# Juncus stygius
Juncus stygius — вид трав'янистих рослин з родини ситникових (Juncaceae), поширений у прохолодно-помірних областях північної півкулі.

## Опис

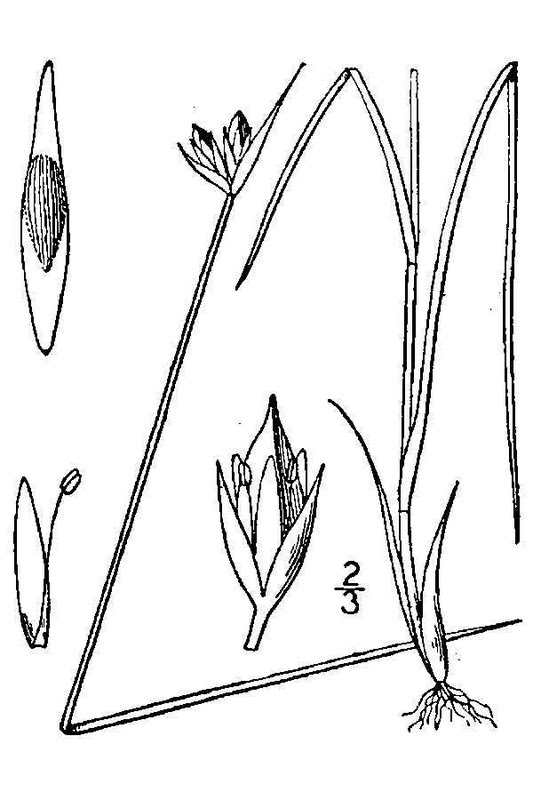
ілюстрація

Рослина короткокореневищна, утворює пухкі дерновинки. Стебла тонкі прямовисні, 10–30 см заввишки, червонуваті, при основі з безлистими бурими піхвами. Листя ниткоподібні, з боків сплюснуті, з притупленим кінцем, рівні по довжині половині стебла. Суцвіття невелике, верхівкове, з 1–3 квіток, бліде, щільне, головчасте, одиничне або складається з 2–3 розставлених головок. Листочки оцвітини 3–4 мм довжиною, яйцювато-ланцетні, тупуваті або коротко-загострені, солом'яного кольору, з широкою плівчастою каймою. Коробочка солом'яно-жовта, з червонуватим відтінком, 3-гранно-овальна, поступово звужена в дуже короткий носик. Насіння нечисленне, веретеноподібне, разом з білуватим придатком, ≈ 2 мм довжиною, 0.5 мм шириною.

## Поширення
Поширений у прохолодно-помірних областях північної півкулі. В Україні вид не зростає.
Виростає на болотах, часто прилеглих до або в околицях відкритих басейнів.

## Використання
Оджибве (корінні американці) використовували цю рослину, щоб плести килимки.